# 李元名
李元名（624年—689年），唐朝皇子，高祖李淵第十八子。

## 母亲
- 小楊嬪，唐朝分九嬪（昭仪、昭容、昭媛、修仪、修容、修媛、充仪、充容、充媛），史书没有记载小楊嬪具体位号，唐高祖还有两位楊嬪：杨素之女楊嬪（江王李元祥之母）、杨文纪之女楊嬪。小楊嬪家系不详。

## 生平
元名生年不详，从兄长李凤的生年和父亲逝世的时间推断，当在622年至625年之间。李元名十岁时，父亲李渊时为太上皇，住在大安宮，兄长唐太宗早晚遣尚宮問起居、送珍馔美食。李元名的保傅对李元名说：“尚宫品秩高者，见宜拜之。”元名回答：“此我二哥家婢也，何用拜为？”太宗听聞后大喜，称赞：“此真我弟也”。
631年，封为譙王。637年，改封舒王、受实封800户。任寿州刺史，后来历任滑州、許州、鄭州刺史。649年，加增实封千户、转任石州刺史。
元名性格高潔，很少问家人生業、財産管理。子豫章王李亶，在江州刺史任上有治績，唐高宗手敕褒美元名的教育。想要元名出任大州刺史，元名固辞。元名在石州任职20年、幾度优遊山林、有远離俗世的意境。垂拱年間，转青州刺史，又转任鄭州刺史。鄭州离洛阳不远，諸王和勲戚常有侵奪百姓財産之事，元名到任，大改弊風。之后，转任滑州刺史、元名的治理方略和在鄭州时相同。加司空位。
689年，子李亶被丘神勣陷害，下獄死，元名被流放利州，被殺。神龍初年，追贈司徒，復官爵、以諸侯礼改葬。当时，元名幼子鄅国公李昭已卒，李亶之子李津为嗣舒王。李元名玄孙李藻，宗正少卿、袭嗣舒国。李藻外甥女南阳张氏，嫁侍御王永。

## 子孙
- 豫章王李亶，在江州刺史任上有治績，唐高宗手敕褒美元名的教育。689年，被丘神勣陷害，下獄死
  - 李津，嗣舒王，開元年間，为左威衛将軍
    - 李适，嗣舒王
      - 李藻，郢王、太子詹事
        - 李佑，字元吉，嗣郢王

    - 李倕，李津次女，字淑娴，嫁宣德郎、直弘文馆侯莫陈某
- 鄅国公李昭
- 女，嫁崔氏，生杜甫之外祖父

## 传記資料
- 《旧唐書》卷六十四 列传第十四 舒王元名传
- 《新唐書》卷七十九 列传第四 舒王元名传

| 前任： 李勣   | 唐朝司空 683年—689年 | 繼任： 武三思 |
| 前任： 李元轨 | 唐朝司徒 689年—690年 | 繼任： 李旦   |